# Капуцинеркирхе
Капуцинеркирхе (нем. Kapuzinerkirche) — название церкви Богородицы Ангелов и монастыря ордена капуцинов в Вене, близ дворца Хофбург, на площади Нойер-Маркт.
Церковь знаменита своим Императорским склепом, где покоятся императоры из рода Габсбургов и члены их семей.
Основана в 1617 году императрицей Анной, женой императора Матвея, первый камень заложен в 1622 году, освящена в 1632 году. Портал пристроен в 1760 году, реконструирован по историческим изображениям в 1934—1936 и украшен фреской Ганса Фишера. Мраморный алтарь работы Петера Штруделя (1660—1714), ширина нефа 10 м.
Похороны Габсбургов сопровождались своеобразным ритуалом. Когда похоронная процессия подходила к воротам Капуцинеркирхе, и герольд стучал в двери, то монах-капуцин спрашивал по-латыни: «Кто просит о входе в эту усыпальницу?» Герольд называл имя покойного, скажем, Франц, и перечислял его многочисленные титулы:  «Император Священной Римской империи, король Германии, герцог Австрии, король Богемии и Моравии, король Венгрии, правитель Пармы, Ломбардии и Венеции и прочая, прочая, прочая»… На это следовал ответ: «Не знаю такого!» Герольд вновь стучал в дверь, монах вновь вопрошал о прибывшем и герольд ещё раз перечислял все титулы и звания умершего, на что капуцин вновь отвечал: «Такого мы не знаем!» Лишь на третий раз на вопрос «Кто там?», герольд отвечал: «Раб Божий Франц, бедный грешник». Только тогда двери открывались, и умерший правитель занимал своё место в усыпальнице.

## Фотогалерея

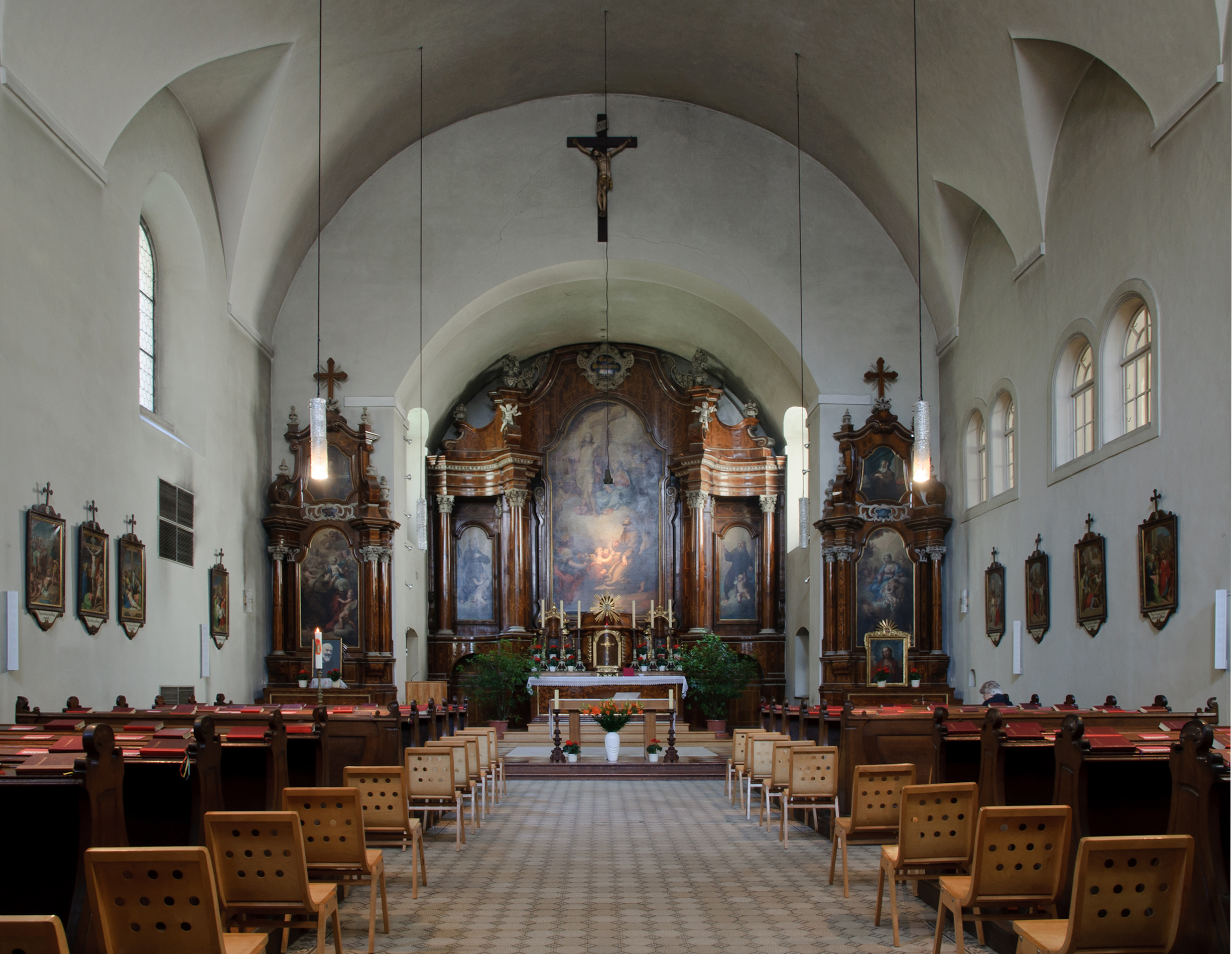
Интерьер церкви
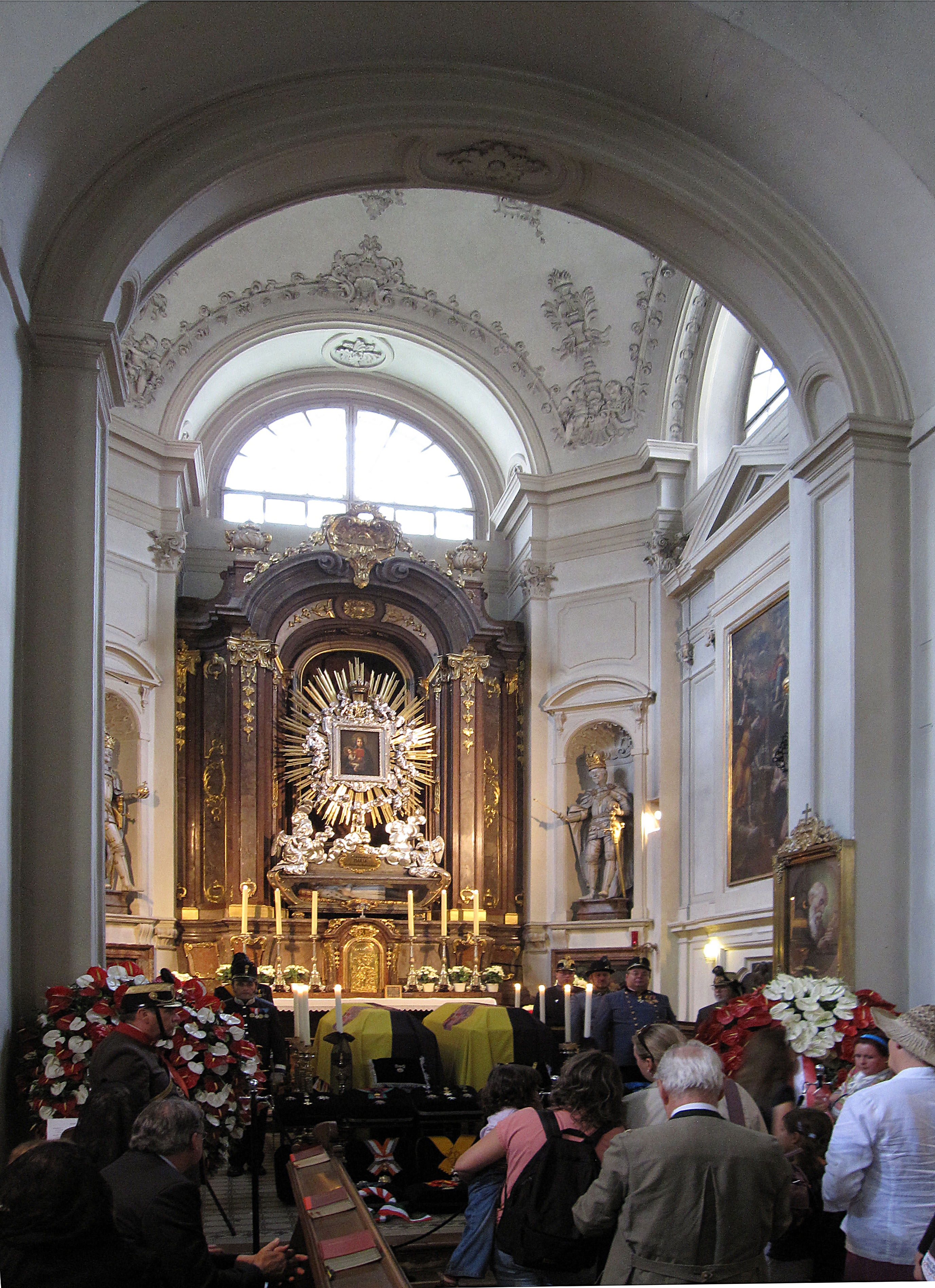
Похороны Отто фон Габсбурга
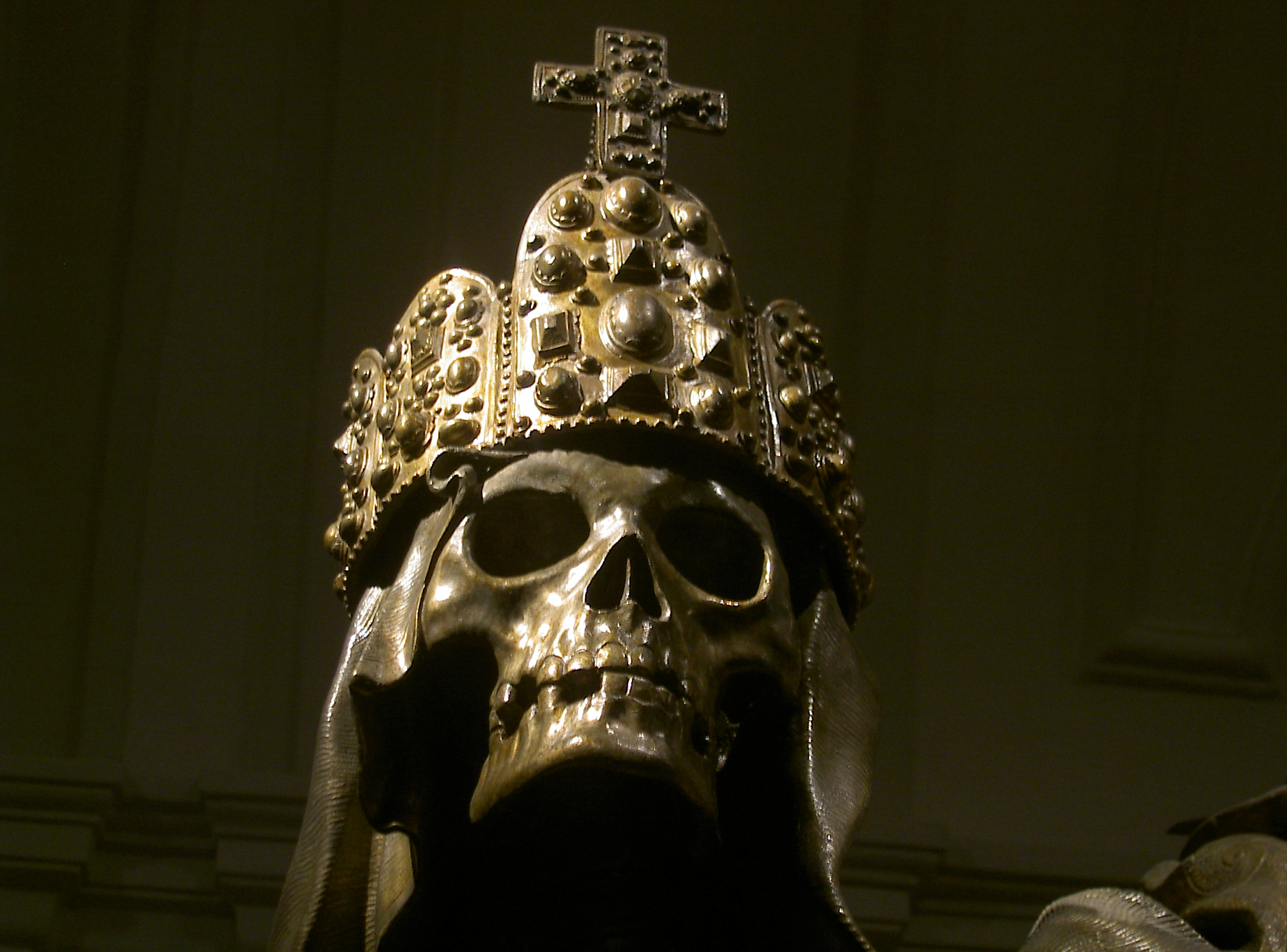
Деталь орнамента саркофага Императора Карла VI
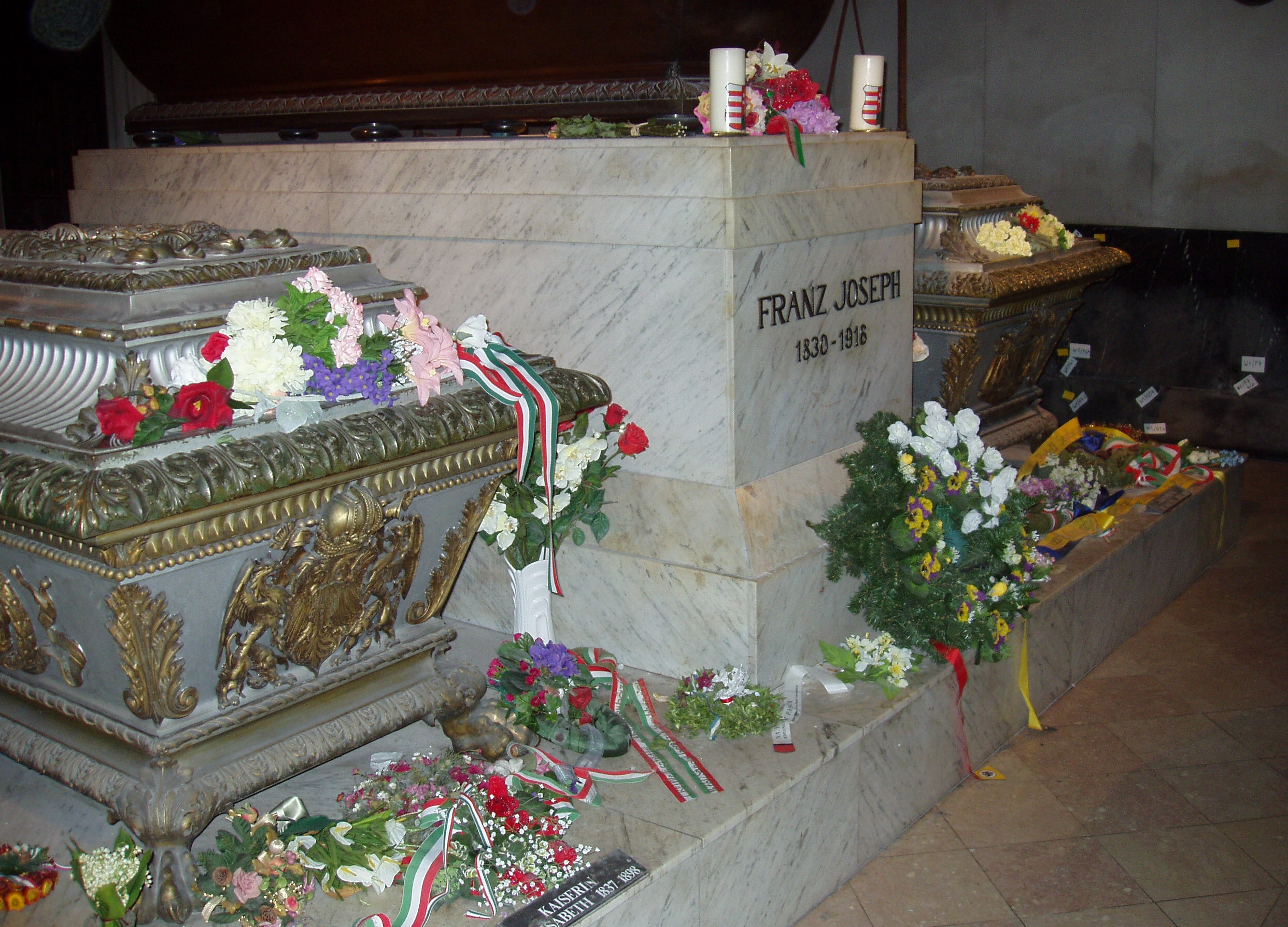
Могила of Франца Иосифа I, окружённая могилами его жены, Елизаветы и сына Рудольфа
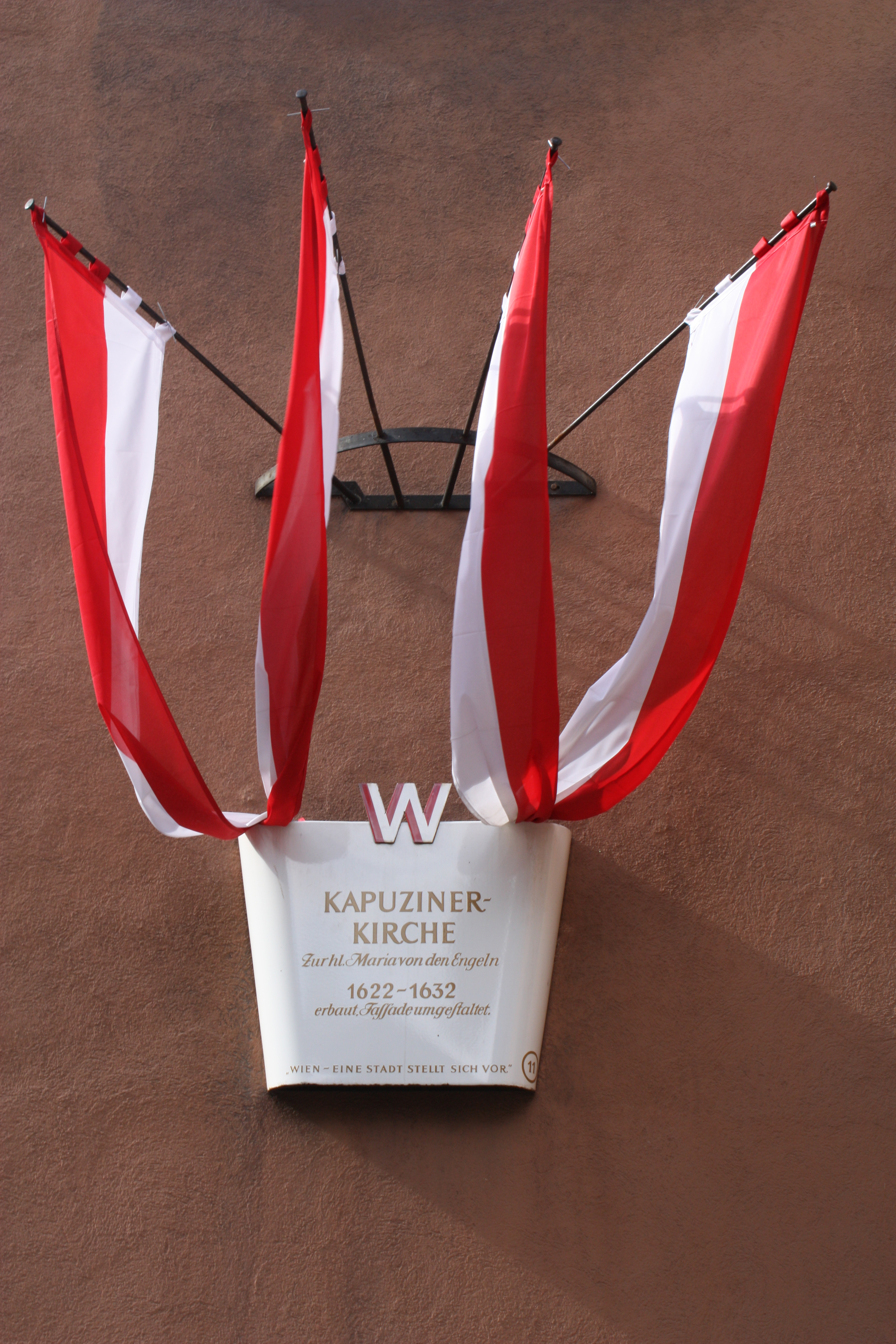
Информационная табличка церкви